# Aaron Cunningham
Pour les articles homonymes, voir Cunningham.
Aaron R. Cunningham (né le 24 avril 1986 à Anchorage, Alaska, États-Unis) est un joueur de baseball évoluant à la position de voltigeur dans la Ligue majeure de baseball. Il est présentement sous contrat avec les Diamondbacks de l'Arizona.

## Carrière
Aaron Cunningham est drafté le 7 juin 2005 par les White Sox de Chicago sixième tour de sélection. Alors qu'il joue en ligues mineures, il est impliqué dans deux transactions. Le 16 juin 2007, les White Sox l'échangent aux Diamondbacks de l'Arizona en retour de Danny Richar, un joueur d'avant-champ. Puis, le 14 décembre 2007, il fait partie d'un groupe de cinq joueurs passant de l'Arizona à Oakland dans l'échange qui permet aux D-Backs d'acquérir le lanceur Dan Haren.
Cunningham fait ses débuts dans les majeures avec les Athletics d'Oakland le 31 août 2008. Il réussit ce jour-là son premier coup sûr dans les grandes ligues face au lanceur Dennys Reyes des Twins du Minnesota. Le 14 septembre, il claque son premier circuit en carrière, aux dépens de Warner Madrigal des Rangers du Texas. Cunningham maintient une moyenne au bâton de,250 avec un circuit et 14 points produits pour les Athletics en 2008.
En 2009, il dispute 23 parties avec Oakland mais ne frappe que pour,151 avec un circuit et six points produits.
Le 16 janvier 2010, les Athletics échangent Scott Hairston et Cunningham aux Padres de San Diego en retour d'Eric Sogard et Kevin Kouzmanoff. Cunningham maintient une moyenne au bâton de ,288 en 53 parties en 2010 et produit 15 points. Il dispute 52 matchs des Padres en 2011 mais sa moyenne chute à seulement ,178.
Le 16 décembre 2011, les Padres échangent Cunningham aux Indians de Cleveland en retour du lanceur des ligues mineures Cory Burns. Il ne frappe que 17 coups sûrs en 72 parties pour une moyenne au bâton de ,175 avec les Indians en 2012. Il est mis sous contrat par les Rangers du Texas le 12 novembre 2012.
En 2013, il ne joue qu'en ligues mineures et s'aligne avec l'Express de Round Rock, club-école des Rangers du Texas.
En 2014, il est mis sous contrat par la franchise des Diamondbacks de l'Arizona.

## Statistiques
| Saison | Équipe    | G  | AB  | R  | H  | 2B | 3B | HR | RBI | SB | BA   |
| ------ | --------- | -- | --- | -- | -- | -- | -- | -- | --- | -- | ---- |
| 2008   | Oakland   | 22 | 80  | 7  | 20 | 7  | 1  | 1  | 14  | 2  | .250 |
| 2009   | Oakland   | 23 | 53  | 6  | 8  | 2  | 0  | 1  | 6   | 0  | .151 |
| 2010   | San Diego | 53 | 132 | 17 | 38 | 12 | 1  | 1  | 15  | 1  | .288 |
| Totaux | Totaux    | 98 | 265 | 30 | 66 | 21 | 2  | 3  | 35  | 3  | .249 |

Note : G = Matches joués ; AB = Passages au bâton; R = Points ; H = Coups sûrs ; 2B = Doubles ; 3B = Triples ; 
HR = Coup de circuit ; RBI = Points produits ; SB = Buts volés ; BA = Moyenne au bâton.